# تناماراوادی
تناماراوادی (به لاتین: Thennamaravadi) یک منطقهٔ مسکونی در سری‌لانکا است که در استان شمالی (سری‌لانکا) واقع شده‌است.